# أدونكس
آدم بافلوفشين (التشيك: Adam Pavlovčin؛ من مواليد 13 سبتمبر 1995) المعروف باسم أدونكس (بالإنجليزية: ADONXS) هو مغني وكاتب أغاني سلوفاكية وعارضة أزياء وراقص ومغني رئيسي سابق في الفرقة البديلة PACE ومقرها لندن. هو الفائز في برنامج سوبر ستار عام 2021، حصل على لقب بطل سلوفاكيا خمس مرات في تخصصات رقص الشوارع منظمة الرقص العالمية، في عام 2022 تم ترشيحه إلى فوربس 30 تحت 30، وتم ترشيحه لأفضل فنان جديد في حفل توزيع جوائز روكا هور. تم إصدار أغنيته المنفردة الأولى "Moving On" في 20 مايو، ووصل إلى المركز الأول على مخطط أس كي توب 50.

## روابط خارجية
- أدونكس على موقع IMDb (الإنجليزية)
- أدونكس على موقع ميوزك برينز (الإنجليزية)
- أدونكس على موقع أول ميوزيك (الإنجليزية)